# Sidi Zouine
Sid Zouine (en arabe : سيدي الزوين) est une commune rurale de la préfecture de Marrakech, dans la région Marrakech-Safi. Elle comprend un centre urbain du même nom.

## Histoire
L'ancienne base aérienne de Zidi-Zouine était une annexe des bases écoles du Maroc, ou les avions se rendaient pour des exercices d'entraînement.

## Démographie
La commune de Sid Zouine a connu, de 1994 à 2004 (années des derniers recensements), une hausse de population, passant de 9 269 à 11 631 habitants.

## Administration et politique
Dans le cadre de la déconcentration, Sid Zouine est rattachée au cercle de Loudaya.

## Économie
Sidi Zouine et Sidi Bou Othmane sont toutes deux pressentis pour accueillir le nouvel aéroport international de Marrakech.